# أيا لسمشيما
أيا لسمشيما (鮫島 彩) (16 يونيو 1987 في أوتسونوميا في اليابان – )؛ هي لاعبة كرة قدم كانت تلعب كمدافع. ولعبت مع منتخب اليابان لكرة القدم للسيدات.

## وصلات خارجية
- أيا لسمشيما على موقع الاتحاد الدولي (مؤرشف)  (الإنجليزية)
- أيا لسمشيما على موقع الاتحاد الأوربي (الإنجليزية)
- أيا لسمشيما على موقع قاعدة بيانات كرة القدم.إي يو (الإنجليزية)
- أيا لسمشيما على موقع Soccerway.com (الإنجليزية)
- أيا لسمشيما على موقع عالم كرة القدم.نت (الإنجليزية)
- أيا لسمشيما على موقع أوليمبيديا (الإنجليزية)